# Ahmed El Maânouni
Ahmed El Maânouni (àrab: أحمد المعنوني, Aḥmad al-Maʿnūnī) (Casablanca, 25 de novembre de 1944) és un director de cinema, guionista, director de fotografia i productor de cinema marroquí.

## Biografia
Després d'estudiar economia a la Universitat París-Dauphine i teatre a la Université Internationale du Théâtre de París, va començar a estudiar cinema a l'INSAS de Brussel·les.
La seva filmografia inclou un dels títols més emblemàtics del cinema marroquí Alyam, Alyam realitzat el 1978, la primera pel·lícula marroquina seleccionada al 31è Festival Internacional de Cinema de Canes. La seva segona pel·lícula Transes (1982), que s'ha convertit en una pel·lícula de culte contínuament celebrada, restaurada per la World Cinema Foundation i presentada per Martin Scorsese al Festival de Canes Cannes Classics el 2007, és la pel·lícula marroquina més distribuïda al món. La seva pel·lícula de 2007 Les Cœurs brûlés va guanyar el Gran Premi del Festival Nacional de Cinema i va rebre nombrosos premis internacionals. Les seves pel·lícules documentals tracten sobre la història colonial i el seu impacte en la memòria marroquina.
Al mateix temps, dirigeix grups d'estudi i programes educatius a tot el món. El 2007, Ahmed El Maanouni va ser nomenat oficial de l'Orde de les Arts i les Lletres de França.

## Filmografia
Director
- 1978: Alyam, Alyam (també guionista, director de fotografia i productor)
- 1981: Transes (també guionista, director de fotografia)
- 1984: Les Yeux du golfe (també guionista)
- 1992: Les Goumiers marocains (també guionista)
- 1999: La Vie et le règne de Mohamed V (també guionista)
- 2005: La Fiction du Protectorat dans Maroc-France, une histoire commune 1ère Partie (també guionista i productor)
- 2006: Les Résistances dans Maroc-France, une histoire commune 2ème Partie (també guionista i productor)
- 2006: Les Nouveaux Défis dans Maroc-France, une histoire commune 3ème Partie (també guionista i productor)
- 2007: Les Cœurs brûlés (també guionista i productor)
- 2007: Conversations avec Driss Chraïbi (també guionista i productor)
- 2013: La Main de Fadma (també guionista)

Director de fotografia
- 1982: Illusions de Julie Dash
- 1982: Queen Lear de Mokhtar Chorfi
- 1981: Transes d'Ahmed El Maânouni (també guionista i director)
- 1978: Alyam, Alyam d'Ahmed El Maânouni (també guionista, réalisateur i productor)
- 1978: Une brèche dans le mur de Jillali Ferhati
- 1974: La Belle Journée de Gilles Moniquet

Guionista
- 1978: Alyam, Alyam (també director, director de fotografia i productor)
- 1981: Transes (també director, director de fotografia)
- 1984: Les Yeux du golfe (també director)
- 1992: Les Goumiers marocains (també director)
- 1999: La Vie et le règne de Mohamed V (també director)
- 2005: La Fiction du Protectorat dans Maroc-France, une histoire commune 1ère Partie (també director i productor)
- 2006: Les Résistances dans Maroc-France, une histoire commune 2ème Partie (també director i productor)
- 2006: Les Nouveaux Défis dans Maroc-France, une histoire commune 3ème Partie (també director i productor)
- 2007: Les Cœurs brûlés (també director i productor)
- 2007: Conversations avec Driss Chraïbi (també director i productor)
- 2013: La Main de Fadma

Productor
- 1978: Alyam, Alyam (també guionista, director i director de fotografia)
- 1981: Transes (també guionista, director i director de fotografia)
- 2005: La Fiction du Protectorat dans Maroc-France, une histoire commune 1ère Partie (també guionista i director)
- 2006: Les Résistances dans Maroc-France, une histoire commune 2ème Partie (també guionista i director)
- 2006: Les Nouveaux Défis dans Maroc-France, une histoire commune 3ème Partie (també guionista i director)
- 2007: Les Cœurs brûlés (també guionista i director)
- 2007: Conversations avec Driss Chraïbi (també guionista i director)

Actor
- 2011: Le Retour du fils, aparició en el paper d'advocat